# Александар Пушкин
Александар Сергејевич Пушкин (рус. Алекса́ндр Серге́евич Пу́шкин; Москва, 6. јун 1799 — Санкт Петербург, 10. фебруар 1837) био је руски књижевник. Многи га сматрају за најбољег руског песника и оца модерне руске књижевности. Пушкин је међу првима у Русији почео да пише народним језиком и дистанцирао се од романтичарске књижевности, популарне у западној Европи. Направио је стил који је мешао сатиру, романтику и драму.

## Биографија

### Порекло
Александар Сергејевич Пушкин потиче од разгранатог племићког рода Пушкина без титуле, које према генеалошком тумачењу вуче порекло од „мужа честита“, витеза Ратмира (Ратше), савременика Александра Невског. Пушкин је често писао о свом родословном стаблу у стиховима и у прози; видео је у својим прецима пример древног рода, истинске „аристократије“ која је часно служила домовини, но није развијала однос владара и „прогоњеног“. Више пута се обраћао (укључујући и у уметничком облику) и лику свог прадеде по мајци — Африканца Ибрахима Петровича Ханибала, који је постао слуга и питомац Петра , а затим војни инжењер и генерал. Син Ибрахима Ханибала је руски високи војни службеник Иван Абрамович Ханибал, Пушкинов прастриц.
Пушкинов деда по оцу, Лав Александрович, био је артиљеријски пуковник, капетан гарде. Пушкинови родитељи, отац Сергеј Љвович (1767—1848), био је светски досетљивац и песник-аматер пореклом од руске породице истакнутог племства која води порекло из 12. века, а његова мајка Надежда Осиповна Ханибал (1775—1836), Ханибалова унука и преко баке по оцу потомак немачког и скандинавског племства. Стриц по оцу, Василиј Љвович, (1766—1830), био је познати песник из круга Карамзина. Од деце Сергеја Љвовича и Надежде Осиповне, осим Александра, преживели су кћер Олга (удана Павлишчева, 1797—1868) и син Лав (1805—1852).

### Детињство
Пушкин се родио 6. јуна (26. маја) 1799. у Москви. У матичној књизи цркве Богојављења у Јелохову (сада се на њеном месту налази Богојављенска катедрала) 8. јуна 1799, између осталих, налази се овакав запис:
Дана 27. маја. на двору колешког регистратора Ивана Васиљева Скварцова у његова станара Мојора Сергија Љвовича Пушкина родио се син Александар. Крштен је 8. јуна. Кум је гроф Артемиј Иванович Воронцов, кума је мајка споменутог Сергија Пушкина, удовица Олга Васиљевна Пушкина.
Летње је месеце (1805—1810) будући песник обично проводио код своје баке по мајци, Марије Алексејевне Ханибал (1745—1818, рођеној Пушкин, из другог огранка рода) у подмосковском селу Захарово, близу Звенигорода. Рани дечји утисци одразили су се у првим поемама које је написао нешто касније (Монах, 1813; Бова, 1814), у лицејским стиховима Посланица Јудину (1815), Сан (1816). Бака Марија Алексејевна је писала о свом унуку:
Не знам што ће бити од мог старијег унука. Дечак је паметан и воли књиге, но лоше учи, ретко прође лекцију како треба; не можеш га подстакнути, натерати да се игра с децом, али се одједном тако размаше и усхода да га ничим не можеш умирити; иде из једне крајности у другу, код њега нема средине.

### Младост
Пушкин је провео шест година у Царскоселском лицеју отвореном 19. октобра 1811. Овде је млади песник проживео догађаје домовинског рата 1812, те је ту била откривена и његова високо вреднована песничка надареност. Сећање на године проведене у Лицеју, на лицејско братство, заувек је остало у души песника.
У лицејском раздобљу Пушкин је написао много стихова. Надахнуће је проналазио у француским песницима 17. и 18. века, с којима се упознао у детињству читајући књиге у очевој библиотеци. Најдражи аутори младог Пушкина били су Волтер и Еварист де Парни. У његовој раној лирици спојиле су се традиције француског и руског класицизма. Учитељи Пушкина-песника постали су Константин Батјушков, признати мајстор „лаке поезије“, и Василиј Жуковски, глава руског романтизма. Пушкинска лирика у раздобљу од 1813. до 1815. прожета је мотивима пролазности живота која је наметала жудњу за ужитком радостима постојања. Од 1816, одмах иза Жуковског, он се окренуо елегијама, у којима је развијао мотиве карактеристичне за тај жанр: нераздвојна љубав, одлазак младости, полагано умирање душе. Његова је лирика још увек опонашатељска, пуна књижевних конвенционалности и клишеа, али је ипак млади песник изабрао свој посебни пут. Не ограничавајући се коморном поезијом, Пушкин се окренуо сложенијим темама, друштвено важним. Успомене у Царском селу (1814), које је похвалио Гаврила Державин, Пушкин је читао почетком 1815. у његовом присуству, посвећену догађајима Домовинског рата 1812. Песма је била објављена 1815. године у часопису Росијскиј музеум и потписана његовим пуним именом и презименом. А у пушкинској посланици Лицинију критички је приказан савремени живот Русије, где је у лику „миљеника деспота“ приказан генерал Алексеј Аракчејев. Већ је на почетку свог стваралаштва показивао интерес за руске писце-сатирике 20. века. Утицај Фонвизина осећа се у сатиричној поеми Тењ Фонвизина (1815); са стваралаштвом Радишчева повезани су Бова (1814) и Безверије.
У јулу 1814. Пушкин се први пут појавио у принту у московском часопису Весник Европе. У тринаестом броју се налазила песма Пријатељу стихотворцу под псеудонимом "Александр Н.к.ш.п." (састављеном од сугласника презимена песника, поређаних уназад).
Док је још увек био питомац Лицеја, Пушкин је ушао у литерарни кружок Арзамас који је иступао против рутине и архаичности у књижевном делу, те је активно учествовао у полемици с друштвом Љубитељи руске речи, које је бранило класицистичке каноне 20. века. Привучен стваралаштвом најистакнутијих представника новог књижевног правца, Пушкин је у то време био под снажним утицајем поезије Батјушкова, Жуковског, Давидова. Потоњи је на почетку импонирао Пушкину темом одважног ратника, а затим нечим што је сам песник називао „окретањем стиха“ — наглим променама расположења, експресијом, неочекиваним спајањем ликова. Касније је Пушкин говорио да је, опонашајући у младости Давидова, „усвојио његов манир заувек“.

### Рано зрело доба
Пушкин је завршио школовање у лицеју у јуну 1817. са чином колешког записничара (10. разреда према табели рангова), те је био постављен на дужност у министарство спољашњих послова Руске Империје. Постао је стални посетитељ позоришта, учествовао је у седницама Арзамаса (у који је примљен изванредно, још као ученик Лицеја), 1819. је постао члан књижевно-позоришног друштва Зелена лампа, којим је управљала тајна декабристичка организација Сојуз благоденствија. Иако није учествовао у деловању првих тајних организација, Пушкин се спријатељио са многим активним члановима декабристичких друштава, писао политичке епиграме и стихове, нпр. Чадајеву (Нас тиха слава, љубав, нада..., 1818), Слобода (1818), Н. Ј. Пљусковој (1818), Село (1819), који су се ширили у преписима. Тих је година био заузет радом на поеми Руслан и Људмила, коју је био започео у Лицеју и која је одговарала програматском ставу књижевног друштва Арзамас о потреби да се створи национална јуначка поема. Поема је била објављена у мају 1820. године (према преписима је била позната и раније), те је изазвала различите, не увек добронамерне, реакције. Већ након прогонства Пушкина започеле су расправе о поеми. Неки критичари су били револтирани снижавањем узвишеног канона. Мешање руско-француских начина књижевног изражавања с простим народским говором и фолклорном стилистиком изазвало је прекоре чак и заштитника демократске народности у књижевности. Такве је приговоре садржало писмо Дмитрија Зикова, књижевног следбеника Павла Катенина, објављено у часопису Син домовине.

### На југу (1820—1824)
У пролеће 1820. Пушкина је позвао војни управник губерније Петрограда, гроф Михаил Милорадович ради објашњења својих стихова (укључујући епиграме о Аракчејеву, архимандриту Фотију и самом Александру I), неспојивих са статусом државног чиновника. Радило се о његовом прогонству у Сибир или заточењу у манастиру на Соловецким острвима. Казна је била умањена само захваљујући настојањима пријатеља, првенствено Карамзина. Преместили су га из престолнице на југ у кишињевску канцеларију генерала Ивана Инзова.
На путу до места службе Александар Сергејевич је оболео од упале плућа, након купања у Дњепру. Ради опоравка породица Рајевски га узима крајем маја 1820. са собом на Кавказ и у Крим. Путем су се зауставили у Таганрогу, у бившем дому градоначелника генерала Петра Папкова.

#### Пушкин на Криму
У Феодосију је Пушкин допутовао 16. августа 1820. године. Написао је свом брату Лаву:
Из Керча смо допутовали у Кафу, зауставили се код Броневског, човека поштеног по беспрекорној служби и по сиромаштву. Сада му се суди — и, попут старца Вергилија, има врт на обали мора, недалеко од града. Грожђе и бадеми чине његов доходак. Није паметан човек, али добро познаје Крим, Земљу важну и запуштену. Отуда смо се морем отпутили мимо јужних обала Тауриде, у Гурзуф, где се налазила породица Рајевског. Ноћу на броду сам написао елегију коју ти шаљем.
 Након два дана Пушкин је заједно с Рајевским морем отпутовао у Гурзуф.
Пушкин је провео у Гурзуфу неколико летњих и јесењих недеља 1820. године. Заједно с Рајевским се зауставио у дому Арманда Емануела ду Плесиса, војводе од Ричелија; песнику је била дата на располагање мансарда с погледом на запад. Живећи у Гурзуфу, песник је пуно шетао приморјем и планинама, јахао на врх Ају-Дага и чамцем пловио до рта Сук-Су.
У Гурзуфу је Пушкин наставио рад над поемом Кавкаски заробљеник, написао неколико лирских стихова; неки од њих су посвећени кћерима Н. Рајевског — Јекатерини, Јелени и Марији (будућој супрузи декабристе Сергеја Волконског). Овде се појавила замисао поеме Бахчисарајска чесма и романа Јевгениј Оњегин. Пушкин се пред крај живота присећао Крима: „Тамо је колевка мојег Оњегина“.
У септембру 1820, на путу према Симферопољу, зауставио се у Бахчисарају. Из писма Дељвигу:
… Ушавши у дворац, видео сам уништену фонтану, из зарђале гвоздене цеви је капала вода. Обишао сам дворац врло срдит због небриге у којој пропада, и на полуевропске прераде неких соба.
Шетајући по унутрашњим двориштима дворца, песник је убрао две руже и положио их у подножја „Фонтане суза“, којој је касније посветио стихове и поему Бахчисарајска чесма.
Средином септембра Пушкин је провео око недељу дана у Симферопољу, вероватно у дому кримског гувернера Александра Баранова, старог песниковог познаника из Петрограда.
Своје утиске о Криму Пушкин је искористио и у опису Путовања Оњегина, које се првобитно налазило у поеми Јевгениј Оњегин као прилог.

#### Кишињев
Пушкин је тек у септембру дошао у Кишињев. Нови начелник је био услужан, те му је дозвољавао дуге изласке и посете пријатељима у Камјанки (зима 1820—1821), путовања у Кијев, Молдавију с И. Липрандијем и Одесу (крај 1821). У Кишињеву је Пушкин постао члан масонске ложе Овидиј, о чему је и сам писао у свом дневнику. Ако је поема Руслан и Људмила била резултат школе најбољих руских песника, онда га је прва „јужна поема“ Кавкаски заробљеник 1822. поставила на чело целе савремене руске књижевности, донела заслужену славу првог песника, верно га пративши до краја 1820-их. Касније, 1830-их година, добио је епитет „Руски Бајрон“.
Касније је изашла друга „јужна поема“ Бахчисарајска чесма (1824). Вјаземски је писао из Москве тим поводом:
Појава „Бахчисарајске чесме“ је достојна пажње не само љубитеља поезије, него и посматрача успеха наших у интелектуалној индустрији која такође, немојте ми замерити, доприноси, као и свака друга, благостању државе. За рукопис мале поеме Пушкину је било исплаћено три хиљаде рубаља; у њој нема шесто стихова; дакле, стих (и још какав? приметићемо за бурзовне проценитеље — ситни четверостопни стих) коштао је нешто више од пет рубаља. Стих Бајрона, Касимира Делавигна, Валтера Скота доноси још већи постотак, то је истина! Међутим сетимо се и тога да инострани капиталисти захтевају постотке од свих образованих потрошача на земаљској кугли, а наши се капитали окрећу у тесном и домаћем окружењу. Ипак, за стихове Бахчисарајске чесме је плаћено толико колико још није било плаћено ни за једне руске стихове.
Уз то се песник трудио да се посвети руској давнини, скициравши планове поема Мстислав и Вадим (каснија је замисао преузела драматуршки облик), створио сатиричку поему Гаврилијада (1821), поему Браћа разбојници (1822; посебно издање 1827). С временом је код Пушкина сазрело уверење (на почетку безнадно трагично) да у свету делују објективни закони које човек није у стању да поколеба, без обзира на то колико су одважне и прекрасне његове намере. С таквим је гледиштем био започет у мају 1823. у Кишињеву роман у стиховима Јевгениј Оњегин; крај прве главе романа је претпостављао историју путовања јунака изван граница домовине према обрасцу Бајронове поеме Дон Жуан.
Још у јулу 1823. године Пушкин се изборио за премештај у Одесу, у канцеларију грофа Воронцова. Управо у то време постао је свестан тога да је постао професионални књижевник, што је било предодређено бурним успехом његових дела код читатеља. Удварање Воронцовој супрузи Јелизавети, а можда и веза с њом, те неспособност за државну службу, заоштрили су његов однос с Михаилом Воронцовим.
Четверогодишњи боравак Пушкина на југу је нова романтичарска етапа његовог развоја као песника. У то време Пушкин се упознао са стваралаштвом Бајрона и Андреа Шенија. Очаран Бајроном, према властитом признању песник је „био луд“ за њим. Прва песма је, написана у прогонству, постала елегија Угасила се звезда дања..., у чијем је поднаслову Пушкин забележио: „Подражавање Бајрона“. Главним покретачем, основним задатком његових дела постао је одраз емоционалног стања човека, откривање његовог унутрашњег живота. Пушкин је разрађивао уметнички облик стиха обраћајући се старогрчкој поезији, проучавајући је у преводима. Поновно протумачивши сликовито размишљање античких песника с романтичарског гледишта, узевши најбоље из стваралаштва својих претходника, победивши клишеје елегијског стила, он је створио свој властити поетски језик. Основно својство пушкинске поезије постала је његова изражајна снага и истовремено необична сажетост, лаконски израз. Условно-меланхолични стил, који је обликовао између 1818. и 1820. под утицајем француских елегија и лирике Жуковског, претрпео је озбиљан преображај и стопио се с новим бајроновским стилом. Спајање старих, замршених и конвенционалних облика с романтичарском изражајношћу и интензитетом јасно су се очитавали у Кавкаском заробљенику

### Михајловско
Први пут је млади песник боравио овде у лето 1817, те је, како је сам написао у једној од својих аутобиографија, био очаран „сеоским животом, руском бањом, јагодама и осталим, — међутим све ми се то свиђало кратко време“.
Две године касније, након тешке болести, поново је овде провео лето. У то је време написао песме Село и Домовому.
Полиција је 1824. пронашла Пушкиново писмо у којем је писао о одушевљењу „атеистичким учењем“. То је послужило као разлог за његов отпуст из службе 8. јула 1824. Послали су га на имање његове мајке на којем је провео две године (до септембра 1826) — што је најдужи Пушкинов боравак у Михајловском.
Убрзо након доласка у Михајловско, дошло је до велике свађе с оцем, који је практично пристао на тајни полицијски надзор над властитим сином. Крајем јесени су сви рођаци Пушкина отпутовали из Михајловског.
Упркос бојазни пријатеља, осама на селу није била погубна за Пушкина. Без обзира на тешкоће, прва михајловска јесен била је успешна за песника, који је пуно читао, размишљао, радио. Пушкин је често посећивао комшиницу по имању Прасковју Осипову у Тригорском и користио се њеном библиотеком (њен је отац, масон, саборац Николаја Новикова, оставио велику збирку књига). Од михајловског прогонства и до краја живота с Осиповом и члановима њене велике породице повезивало га је пријатељство. У Тригорском је 1826. упознао романтичарског песника Јазикова, чије је стихове познавао од 1824.
Пушкин је довршио песме започете у Одеси: Разговор с књижаром, у којој је формулисао свој професионални кредо, Мору — лирско размишљање о судбини човека епохе Наполеона и Бајрона, о окрутној власти историјских прилика над појединцем, поему Цигани (1827), наставио да пише роман у стиховима. У јесен 1824. године обновио је рад на аутобиографским записима, запостављеним на самом почетку у кишињевском раздобљу, а размишљао је и о сижеу народне драме Борис Годунов (завршена 19. новембра 1825, објављена 1831), писао шаљиву поему Гроф Нулин. Укупно је у Михајловском створио око сто дела.
У Тригорском се 1825. сусрео са нећакињом Осипове, Аном Керн (били су се упознали 1820. у Петрограду у салону породице Олењин), којој је, како се сматра, посветио песму Тренутка још се сјећам....
Месец дана након завршетка прогонства Пушкин се вратио „слободан у напуштену тамницу“ и провео у Михајловском око месец дана. Следећих година песник је повремено долазио туда, да се одмори од живота у граду и пише на слободи. У Михајловском је 1827. године Пушкин започео роман Арапин Петра Великог.
У Михајловском се песник такође упознао с билијаром, и, иако није постао познати играч, према успоменама пријатеља, руковао је штапом сасвим професионално.

### Након прогонства
У ноћи на 4. септембра 1826. у Михајловско је допутовао курир псковског гувернера Б. Адеркаса: Пушкин је у његовој пратњи био дужан да дође у Москву, где се у то време налазио Николај , окруњен 22. августа.
Дана 8. септембра, одмах након доласка, Пушкин је био послат цару на личну аудијенцију. Разговор с Николом I се одржао у четири ока. Песнику се након повратка јамчила лична протекција и ослобођење од обичне цензуре.
Управо се тих година у стваралаштву Пушкина појавио интерес за Петра , цара-просветитеља. Он је постао јунак започетог романа о песниковом прадеди Ибрахиму Ханибалу и нове поеме Полтава. Унутар једног песничког дела (Полтава) песник је објединио неколико озбиљних тема: међусобне односе Русије и Европе, заједнице народа, среће и драме индивидуалца у позадини историјских догађаја. Према властитом признању, привукли су га „снажни ликови и дубока, трагична сена набацана на све те ужасе“. Објављена 1829, поема нија наишла на разумевање нити код читатеља, нити код критичара. У скици чланка Vozraženija kritikam „Poltavy” Пушкин је писао:
Најзрелија од свих мојих приповести у стиховима је та у којој је све скоро оригинално (а ми се због тога само и мучимо, иако то још није ни најбитније), — 'Полтава', којој Жуковски, Гнедич, Дељвиг, Вјаземски дају предност пред свим што сам досад написао, 'Полтава' није била успешна.
У то време се у стваралаштву песника назрео нови обрт. Трезвена историјска и друштвена анализа стварности сједињује се с разумевањем сложености света који нас окружује и који често измиче рационалном објашњењу, што испуњава његово стваралаштво осећајем узнемиравајућег предосећаја, води према великом продору фантастике, рађа болна, каткад нездрава сећања, интензиван интерес за смрт.
У то време је, након његове поеме Полтава, однос критике и дела читатељске публике постао хладнији или критичнији.
Године 1827, била је покренута истрага због песме André Chénier (написане још у Михајловском 1825), у којој је био запажен одзив на устанак декабриста 1825, а 1828. влади је постала позната кишињевска поема Гаврилијада. Истрага је била прекинута по највишој заповести након разговора с Пушкином, међутим песник је био стављен под тајни полицијски надзор.
У новембру 1828. године Пушкин је упознао московску лепотицу Наталију Гончарову. Према властитом признању, заљубио се у њу на први поглед. Крајем априла 1829. Пушкин је запросио Гончарову преко пријатеља Фјодора Толстоја. Неодређени одговор девојчине мајке (као разлог је била наведена Натаљина младост) га је, према властитим речима, „излудео“. Отишао је да служи у војсци Паскевича, на Кавказ, где се у то време водио рат против Турске. Своје путовање је описао у путопису Путовање у Арзрум. На захтев Паскевича, који није хтео да преузме одговорност за његов живот, оставио је активну војну службу, те је неко време живео у Тифлису (руски назив за Тбилиси). Вративши се у Москву, код Гончарових је наишао на хладан дочек. Могуће је да се Наталијина мајка бојала његове репутације слободног мислиоца, његовог сиромаштва и страсти за игром.

### Болдино
Пушкин је осећао жељу за променама, те је, након поновне просидбе Наталије Гончарове 1830, која је била прихваћена, ујесен отпутовао у Болдино, нижњеновгородско имање свога оца, ради примања у власништво суседног села Кистењева, којег је добио од оца као свадбени поклон. Због епидемије колере провео је у карантину три месеца, која су постала његово најпознатије стваралачко раздобље, у историји књижевности названо Болдинска јесен. Тада је настао читави низ дела као што су Приповести покојног Ивана Петровича Белкина (Белкинове приповести), Искуство драмских проучавања (Мале трагедије), последње главе Јевгенија Оњегина, Кућица у Коломни, Историја села Горјухина, Бајка о попу и о његову помоћнику Балди, неколико скица критичких чланака и око 30 песама.
Међу болдинским делима, међусобно различитим по жанру и основном тону, нарочито одударају прозни и драмски циклус. То су две крајности којима теже остала дела написана у три јесења месеца 1830.
Дела у стиховима из тог раздобља представљају све жанрове и обухватају широки круг тема. Једно од њих, Мој, критичару тусти, тебе баш до суза... има заједничког с Историјом села Горјухина и толико је далеко од идеализације сеоске стварности да је први пут било објављено тек посмртно, у сабраним делима под промењеним називом (Каприз).
Белкинове приповести су прве из довршених дела пушкинске прозе која су дошла до нас, стваралачка искуства која је често понављао. Године 1821, је формулисао основни закон свог прозног приповедања: „Тачност и краткоћа — ево првих врлина прозе. Њој су потребне мисли и мисли — без њих прекрасни изрази ничему не служе“. Те приповетке су такође својеврсни мемоари обичног човека који, не проналазећи ништа значајно у свом животу, испуњава своје записе препричавањем прича које је чуо, које су га задивиле својом необичношћу. Приповетке ... су обележиле обликовање Пушкина као прозаика, процес који је започео 1827. године Арапином Петра Великог. Циклус је одредио даљи правац Пушкиновог стваралаштва — последњих шест година свог живота посветио је већином прози и целом, дотад неразвијеном, уметничком прозном говору.

### Петроград (1831—1833)
У то време Пушкин је активно суделовао у издавању "Књижевних новина" (које су излазиле од 6. јануара 1830. до 30. јуна 1831. у Петрограду) свог пријатеља Дељвига. Дељвиг је, припремивши прва два броја, привремено отпутовао из Петрограда и поверио часопис Пушкину, који је и постао уредник првих тринаест бројева. Конфликт Књижевних новина с уредником полуслужбеног часописа Севернаја пчела Фадејем Булгарином, агентом тзв. трећег одела Личне канцеларије Његовог царског величанства, довео је, након издавања катрена Касимира Делавигна о жртвама Јулске револуције, до укидања часописа.
У московској цркви Великог вазнесења код Никитских врата 2. марта 1831. Пушкин се венчао с Наталијом Гончаровом. Приликом размене прстена Пушкинов је пао на под, а затим му се угасила свећа. Он је пребледео и рекао: "Све су то лоши предзнаци!"
Одмах након свадбе породица је кратко живела у Москви на Арбату (кућа бр. 53 према савременој нумерацији; данас музеј). Тамо су супружници живели до средине маја 1831. када су, не дочекавши крај истека најма, отпутовали у престоницу, јер се Пушкин посвађао са свекрвом која се мешала у њихов породични живот.
У лето је Пушкин изнајмио дачу у Царском селу. Овде је написао Писмо Оњегина, чиме је коначно завршио рад над романом у стиховима, који је био његов „вјерни сапутник“" током осам година живота.
Ново схватање стварности, назначено у његовом стваралаштву крајем 1820-их, захтевало је исцрпно проучавање историје: у њој је било потребно пронаћи изворе главних питања савремености. Године 1831, добио је допуштење за рад у архивима. Пушкин је опет ступио у службу као „историчар“, добивши царски задатак да напише „Историју Петра“. Јаке епидемије колере и пољски устанак против руске власти 1830—1831, који су довели Русију на руб рата с Европом, песнику су представљали претњу руској државности. Јака власт у тим условима чини му се јамством спаса Русије — том су идејом надахнути његови стихови Пред гробницом светом..., Клеветницима Русије, Бородинска годишњица. Последње две песме, написане поводом освајања Варшаве, заједно с песмом В. Жуковског Staraja pesnja na novyj lad, биле су објављење у специјалној брошури Na vzjatije Varšavy, те су изазвале вишезначне реакције. Пушкин, који никада није био непријатељ било којег народа, који се дружио с Адамом Мицкјевичем, ипак није могао да се помири с претензијама устаника на спајање литавских, украјинских и белоруских земаља. Његови пријатељи су на различите начине примили одазив Пушкина на догађаје у Пољској: негативно Вјаземски и историчар Александр Тургењев. Вјаземски је записао 22. септембра 1831. у свом дневнику:
Пушкин им у својим стиховима: 'Клеветницима Русије' показује фигу из џепа. Он зна да они неће прочитати његове стихове, значи, неће одговарати на 
„питања“ на које би лако одговорио чак и сам Пушкин. <…> И какво је то опет светогрђе повезивати „Бородино“ и „Варшаву“? Русија ће устати против овог безакоња.
Пјотр Чадајев је пак упутио након појаве песама њиховом аутору одушевљено писмо, а његово гледиште су делили и прогнани декабристи. Уз то је Ф. Булгарин, повезан с трећим оделом, оптуживао песника за приврженост либералним идејама.
Почетком 1830-их, проза је у Пушкиновом стваралаштву почела да превладавава над поетичким жанровима. Белкинове приповетке (издане 1831) нису имале успеха. Пушкин је замишљао велико епско дело — роман из епохе пугачовштине с јунаком-племићем који прелази на страну побуњеника. Замисао се на неко време зауставила због недовољног познавање те епохе, те је започео рад над романом Дубровски (1832—1833). Његов јунак, освећујући оца, коме су неправедно отели очевину, постаје разбојник. Племенити разбојник Дубровски је приказан романтично, док су остали ликови приказани реалистично. Иако је основу сижеа преузео из савременог живота, током рада на роману он је све више добијао обележја традиционалног авантуристичког приповедања који се уопштено не подудара с руском стварношћу. Могуће је да је, предвиђајући несавладиве проблеме са цензуром у вези с објављивањем романа, Пушкин напустио рад над њим, иако се ближио крају. Замисао о делу с темом пугачовског устанка га је опет привукла, те је он, веран историјској тачности, привремено прекинуо проучавање Петровске епохе, истраживао штампане изворе о Пугачову, упознао се с документима о гушењу устанка Пугачова (сам „Предмет Пугачов“ је био строго поверљив и недоступан), а 1833. отпутовао на Волгу и Урал да би лично видео места тих догађаја, чуо живе легенде о пугачовштини. Пушкин је путовао кроз Нижњи Новгород, Казањ и Симбирск у Оренбург, а отуда на Орал, низ древну реку Јаик, преименовану након сељачког устанка у Урал.
Пушкина су изабрали за члана Царске руске академије 7. јануара 1833. истовремено с песником и драматургом П. Катениним, прозаиком и драматургом М. Закоскиним, историчарем Д. Јазиковим и протојерејем А. Маловим.
У јесен 1833. године вратио се у Болдино. Тада је Болдинска јесен Пушкина била двоструко краћа него пре три године, али по важности је једнака Болдинској јесени 1830. За месец и по Пушкин је довршио рад над Причом о Пугачову и Песмама западних Славена, започео рад на приповетки Пикова дама, створио романе Анџело и Бронзани коњаник, Бајку о рибару и рибици и Бајку о мртвој кнегињи и о седморици делија, песму у станцама Јесен.

### Петроград (1833—1835)
У децембру 1833. Пушкин се вратио у Петроград, осећајући потребу да промени живот и да се удаљи туторства двора.
Уочи 1834. године Николај  је дао свом историчару нижи дворски чин камерјункера. Према речима његових пријатеља, он се разбеснео због тога што се тај чин обично давао младим људима. Дана 1. јануара 1834. Пушкин је записао у свој дневник:
Трећег дана ми је дат чин камерјункера (што заиста не доликује мојим годинама). На двору су хтели да Н. Н. (Наталија Николајевна) плеше у Аничкову.
Тада је пак било забрањено издавање Бронзаног коњаника. Почетком 1834. Пушкин је написао другу приповетку у прози — Пикову даму, те ју је изложио у часопису „Biblioteka dlja čtenija“ који је платио Пушкину брзо и у већем паушалу. Приповетка је била започета у Болдину, те је била намењена, по свој прилици, заједничком алманаху „Тројчатка” (Пушкина, В. Ф. Дојевског и Н. В. Гогоља).
Дана 25. јула 1834. године Пушкин је дао оставку с молбом да задржи право рада у архивима, које му је било потребно за Историју Петра. Као мотив су били наведени породични разлози и немогућност да стално борави у престоници. Молба није била прихваћена те је на тај начин Пушкин остао без могућности да настави рад. Послушавши савет Жуковског, Пушкин је опозвао молбу. Касније је Пушкин замолио за допуштење у трајању од 3—4 године: у лето 1835. написао је свекрви да планира да с целом породицом отпутује на село на неколико година. Међутим, молба му је била одбијена, а уместо тога му је Николај I предложио полугодишњи допуст и 10.000 рубаља, како је било речено — „као испомоћ“. Пушкин их није прихватио те је замолио за 30.000 рубаља под условом да их наплате из његове плате, чиме му је био дат допуст у трајању од четири месеца. На тај начин је Пушкин био неколико година унапред везан за службу у Петрограду. Тај износ није покривао ни половину Пушкинових дугова, с престанком исплате плате могао је само да се узда у приходе од књижевног рада, који су пак зависили од потражње читалаца. Крајем 1834. и почетком 1835. године изашло је неколико сабраних издања дела Пушкина: пуни текст Јевгенија Оњегина (у раздобљу од 1825. до 1832. роман је излазио у деловима), збирке песама, приповетке, поема, међутим, све се разилазило с трудом. Критика је већ отворено говорила о опадању његовог талента, о крају његове епохе у руској књижевности. Две су јесени — 1834. година (у Болдину) и 1835. година (у Михајловском) — биле мање плодоносне. Трећи пут је песник дошао у Болдино ујесен 1834. због проблема на имању, те је тамо провео месец дана, написавши само Бајку о златном петлићу. У Михајловском је Пушкин наставио да ради над Сценама из витешких времена, Египатским ноћима и написао песму Ја посетих опет....
Широј публици је, којој је било жао због опадања његовог талента, било непознато да његова најбоља дела нису била пуштена у штампу, да је тих година трајао сталан интензиван рад над великим замислима: Историјом Петра, романом о пугачовштини. У стваралаштву песника су се назреле радикалне промене. Пушкин-лиричар тих година постао је првенствено песником за себе. Упорно је експериментисао с прозним жанровима који га у потпуности нису задовољавали, остали су у замислима, скицама, обрисима, тражио је нове облике књижевности.

### „Савременик“
Према речима С. А. Соболевског:
Мисао о великом периодичном издању које би се тицало, вероватно, свих главних страна руског живота, тежња да посредно служи домовини својим пером, окупирали су Пушкина готово непрекидно последњих десет година његове краткотрајне каријере... Прилике су му сметале, те је тек 1836. успео да испослује право на издавање „Савременика“, али у опсегу врло ограниченом и скученом.
Од укидања Књижевних новина борио се за право на властито периодично издање. Није успео да оствари замисли новина (Дневник), различитих алманаха и зборника, часописа Severnyj zritelj, ког је требало да уређује В. Ф. Одојевски. Одојевски и Пушкин су имали намеру од 1835. да издају Sovremennyj letopisec politiki, nauk i literatury. Године 1836, је добио једногодишњу дозволу за издавање алманаха. Пушкин се такође надао приходу који би му помогао да исплати најхитније дугове. Часопис основан 1836. године добио је назив Савременик. У њему су била објављивана дела самог Пушкина, а такође Н. В. Гогоља, Александра Тургењева, В. Жуковског, П. Вјаземског.
Ипак, часопис није имао успеха код читалаца: на нови тип озбиљног периодичног издања, посвећеног актуелним проблемима, о којима се према потреби говорило у алузијама, руска публика је тек требало да се навикне. Часопис је имао свега 600 претплатника чиме је донео губитке свом издавачу, будући да није покривао ни трошкове штампања ни хонораре сарадника. Два задња тома Савременика Пушкин је више од пола испунио властитим делима, углавном анонимно. У четвртом тому часописа објављен је, коначно, роман Капетанова кћи. Пушкин је могао да изда роман као посебну књигу, чиме би му донео потребну зараду.
Међутим, ипак је одлучио да изда Капетанову кћи у часопису те није могао рачунати на истовремено објављивање посебне књиге, јер је у то време то било немогуће. Роман је вероватно био издат у часопису под утицајем Крајевског и издавача часописа који су се бојали његовог неуспеха. Читаоци су благонаклоно дочекали Капетанову кћи, али Пушкин није дочекао одазиве одушевљених критичара на свој последњи роман. Без обзира на финансијски неуспех, Пушкин се до задњег дана бавио издаваштвом, „надајући се да ће, упркос судбини, наћи и одгојити свог читаоца“.

### Раздобље1836—1837.
У пролеће 1836. године, након тешке болести преминула је Надежда Осиповна. Пушкин је, зближивши се с мајком последњих дана њеног живота, тешко подносио тај губитак. Стицајем околности он је једини из целе породице пратио њено тело до места сахране у Светим горама. То је била његова задња посета Михајловском. Почетком маја је због издавања и рада у архивима допутовао у Москву. Надао се сарадњи између Савременика и аутора часописа Moskovskij nabljudatelj. Међутим, Јевгениј Баратински, Михаил Погодин, Алексеј Хомјаков, Степан Шевирјов се нису журили с одговором, индиректно га одбијајући. Уз то се Пушкин надао сарадњи с Бјелинским, који је био у конфликту с Погодиним. Посетивши архиве министарства спољних послова, уверио се да ће рад с документима из петровског раздобља трајати неколико месеци. На захтев супруге, која је била у високом стадијуму трудноће, Пушкин се крајем маја вратио у Петербург.
Према сећањима француског издавача и дипломате Франсоа-Адолфа Лоев-Вемара, који је у лето 1836. боравио као гост код песника, Пушкин је био одушевљен Историјом Петра, поделио је с гостом резултате истраживања архива и изразио бојазан да читатељи неће прихватити књигу у којој ће цар бити приказан „таквим какав је био првих година своје владавине, када је гневно жртвовао све због свог циља“. Сазнавши да Лоев-Вемара занимају руске народне песме, Пушкин је за њега превео једанаест песама на француски језик. Према мишљењу стручњака који су их проучавали, превод је био направљен беспрекорно.
У лето 1836. Пушкин је створио свој последњи песнички циклус који је назвао према месту настанка — Каменоостровски циклус (према дачи на петроградском Каменом острву). Тачан састав циклуса песама је непознат. Могуће је да су биле намењене објављивању у Савременику, али Пушкин је одустао од тога, предвиђајући проблеме са цензуром. Три дела која несумњиво припадају овом циклусу повезана су темама из Јеванђеља. Општи сиже песама Оци пустињаци и непорочне жене, Как с древа сорвалс'а и Мирскаја власт је Велика недеља коризме. Још је једна песма из циклуса — Из Пиндемонти лишена хришћанске симболике, међутим, наставља размишљања песника о дужностима човека који живи на свету са собом и онима који га окружују, о издаји, о праву на физичку и духовну слободу. По мишљењу Вадима Старка:
У овој песми формулисан је идеални песнички и људски кредо Пушкина, измучен целим животом.
У циклус су, вероватно, улазили Когда за городом задумчив ја брожу, катрен Напрасно ја бегу к Сионским воротам и, на крају, (неким истраживачима се оспорава та претпоставка) Споменик нерукотворни подигох себи... — као увод или, према другим верзијама, финале — песнички завештај Пушкина.

### Смрт
Бесконачни преговори са сваком о расподели имања након мајчине смрти, бриге о издаваштву, дугови и, најважније, јавно удварање гардиста царске коњичке гарде Жоржа д'Антеса његовој супрузи, које је изазвало оговарање у друштву, били су узрок песникове потиштености у јесен 1836. Дана 3. децембра је његовим пријатељима (Вјаземскима, Карамзинима, Јелизавети Хитровој, Владимиру Соллогубу, Россетијима, Михаилу Вијељгорском и, по свој прилици, Н. Скалон) била послата анонимна пасквила с увредљивим алузијама упућеним Наталији Николајевној. Пушкин је, дознавши о писмима следећега дана, био уверен да су она дело Д'Антеса и његовог очуха Луиса Хичерена. Навече 4. децембра Пушкин је изазвао Д'Антеса на двобој. Хичерена је (након два сусрета с Пушкином) добио одлагање двобоја на две недеље. Напорима пријатеља и, првенствено, Жуковског и тетке Натаље Николајевне, Јекатерине Загрјажске, успело им је спрече двобој. Дана 17. децембра д'Антес је запросио сестру Наталије Николајевне, Јекатерину Гончарову. Исти је дан Пушкин послао свом секунданту Владимиру Соллогубу писмо у ком одустаје од двобоја. Међутим, брак није решио конфликт. Д'Антес је Наталију Николајевну, сусревши се јавно с њом, прогонио. Шириле су се гласине о томе да се Д'Антес оженио Наталијином сестром да спаси њен углед. Према сведочанству Константина Данзаса, Наталија је предлагала Пушкину да на неко време напусти Петроград, али он је, „изгубивши стрпљење, одлучио да поступи другачије“. Пушкин је послао 26. јануара 1837. Луису Хичерену „крајње увредљиво писмо“. Једини је одговор на њега могао бити изазов на двобој, а Пушкин је то знао. Добио је службени позив на двобој од Хичерена, ког је одобрио Д'Антес истог дана преко аташеа француског велепосланства виконта Адолфа де Сен-Симона Дерчијака. Будући да је Хичерен био велепосланик стране државе, није могао изаћи на двобој, јер би то значио сигуран крај његове каријере.
Двобој с Д'Антесом се одржао 27. јануара на Црној реци. Пушкин је био рањен: метак му је пробио кук и продро у трбух. У то време је таква врста рањавања била смртоносна. Пушкин је за то дознао од дворског лекара Николаја Арендта који, попуштајући његовим молбама, није скривао истину.
Пре смрти Пушкин је, доводећи у ред своје послове, размењивао поруке с царем Николајем I. Поруке су преносила два човека: Василиј Жуковски (песник, у то време учитељ наследника престола, будућег цара Александра ) и Николај Арендт (дворски лекар цара Николаја I, и Пушкинов лекар).
Песник је молио за опрост због нарушавања царске забране двобоја... чекам царску реч да умрем спокојно...
Цар:
Ако нам Бог заповеда да се више не виђамо на овоме свету, шаљем ти свој опрост и задњи савет да умреш као хришћанин. О жени и деци се не брини, ја ћу их имати на бризи.
(Сматра се да је ову поруку предао Жуковски.)
Николај I је видео у Пушкину опасног „вођу слободних мислилаца“ (били су ограничени народни говори у знак сећања на песника), те је касније уверавао да је он „с тешком муком довео Пушкина до хришћанске смрти“, што није одговарало стварности: још пре примања цареве поруке Пушкин је, дознавши од лекара да је његова рана смртоносна, послао по свештеника да се причести. Дана 29. јануара (10. фебруара) у 14 сати и 45 минута Пушкин је умро од перитонитиса.
Николај I је испунио дата обећања: платио је његове дугове, имање Пушкинова оца под хипотеком очистио од дугова, удовици доделио пензију, а кћери давао примања до удаје, синове је школовао за пажеве и давао 1.500 рубаља за њихово образовање до ступања у службу, Пушкинова дела издао о државном трошку у корист удовице и деце, те им једнократно исплатио 10.000 рубаља.
Поштујући Пушкинову жељу, сахранили су га у фраку, а не у камерјункерском мундиру. Опело, одређено у Исакијевској катедрали, служено је у Коњушенној цркви. Церемонији је присуствовало пуно људи, а у цркву су улазили с позивницом.
Било је, по обичају, и апсурдних одлука. Народ су преварили: рекли су да ће служити опело у Исакијевској катедрали — тако је писало на позивницама — међутим, тело су из стана изнели ноћу, потајно, те је оно положено у Коњушенној цркви. Универзитет је примио упутство да професори не напуштају своје катедре и да студенти буду присутни на предавањима. Нисам се суздржао, те сам изразио начелнику свој очај поводом тога. Руси не могу оплакивати свог суграђанина који им је исказао част својим постојањем! (Из дневника Александра Никитенка).
После су ковчег спустили у подрум, где се налазио до отпремања у Псков. Тело је пратио Александар Тургењев. У писму губернатору Пскова, А. Пешчурову, А. Мордвинов је по налогу А. Бенкендорфа и цара указивао на потребу да се забрани „свака лична изјава, сваки сусрет, једном речју свака церемонија, осим онога што се према нашем црквеном обреду врши при сахрани тела племића“. Александар Пушкин је сахрањен на територији Свјатогорског манастира Псковске губерније. У августу 1841, према одлуци Н. Н. Пушкине, на гроб је био постављен надгробни споменик, рад кипара Александра Пермагорова (1786—1854).

### Пушкинови потомци
Пушкин је имао четворо деце из свог брака са Наталијом: Марију (рођ. 1832), Александра (рођ. 1833), Григорија (рођ. 1835) и Наталију (рођ. 1836), од којих је последња била удата, морганатски, у краљевску кућу Насау за Николаја Вилхелма од Насауа и постала грофица од Меренберга.
Од четворо Пушкинове деце само је двоје оставило потомство — Александар и Наталија. Наталијина праунука, Надежда, била је удата у британској краљевској породици (њен супруг био је ујак принца Филипа, војводе од Единбурга). Потомци песника данас живе по целом свету: у САД, Уједињеном Краљевству, Немачкој, Белгији. Око педесет потомака живи у Русији, укључујући лекарку Татјану Ивановну Лукаш, чија је прабака (Пушкинова унука) била удата за унука брата Гогоља. Данас Татјана живи у Клину.

## Наслеђе

### Књижевно наслеђе
Многа његова дела критичари сматрају ремек-делима, као што су поема Бронзани коњаник и драма Камени гост, прича о паду Дон Жуана. Његова песничка кратка драма Моцарт и Салијери (из истог рада као и Камени гост, Мале трагедије) била је инспирација за Шаферов Амадеус, а такође представља и либрето за Корсаковљеву оперу Моцарт и Салијери. Пушкин је такође познат по својим кратким причама, посебно по циклусу Приче покојног Ивана Петровича Белкина, пре свега по причи Хитац. Сам Пушкин преферирао је свој роман у стиху Евгеније Оњегин, који је писао током целог свог живота и који, започињући традицију великих руских романа, прати неколико централних ликова, али се у великој мери разликује у тону и фокусу.
Оњегин је дело такве сложености да је, иако само стотину страница дуго, преводиоцу Владимиру Набокову било потребно два цела тома свезака како би у потпуности пренео његово значење на енглеском. Због ове потешкоће у преводу, Пушкинови стихови остали су у великој мери непознати енглеским читаоцима. Међутим, и поред тога, Пушкин је у великој мери утицао на западњачке писце попут Хенрија Џејмса. Пушкин је написао и Пикову даму, која представља део Црне воде, збирке кратких прича фантастичне природе великих писаца, коју је сачинио Алберто Мангуел.

### Музичко наслеђе
Пушкинова дела обезбедила су и плодно тло за многе руске композиторе. Опера Михаила Глинке Руслан и Људмила представља најранију важнију оперу инспирисану Пушкиновим делом. Опере Петра Иљича Чајковског Јевгеније Оњегин (1879) и Пикова дама (1890) ван Русије су познатије него Пушкинова дела којима су инспирисана.
Монументална опера Модеста Мусоргског Борис Годунов, такође инспирисана Пушкиновим делом, сматра се једном од најбољих и најоригиналнијих руских опера. Друге руске опере које се базирају на Пушкиновим делима су Русалка и Камени гост Александра Даргомишког; Корсаковљеве Моцарт и Салијери, Прича о цару Салтану и Златни петлић; Кавкаски затвореник, Пир у време куге и Капетанова кћи Цезара Кјуја; Мазепа Чајковског; Рахмањинове Алеко (базирана на Циганима) и Грамзиви витез; Мавра Игора Стравинског и Направников Дубровски.
Пушкинови стихови користили су се у балетима и кантатама (укључујући и његове песме написане на француском у циклусу Caprice étrange композиторке Изабеле Абукер). Супе, Леонкавало и Малипјеро такође су компоновали своје опере по Пушкиновим делима.

### Романтизам
Многи сматрају да је Пушкин главни представник романтизма у руској књижевности; ипак, он се не може недвосмислено означити као романтичар. Руски критичари традиционално тврде да његова дела представљају пут од неокласицизма, преко романтизма до реализма. Алтернативна процена сугерише да је Пушкин „имао способност да се забавља супротностима које се могу чинити романтичарским у основи, али су на крају субверзивни са свих тачака гледишта, укључујући и романтичарску” и да је он „истовремено и романтичар и неромантичар”.

## Признања и наслеђе
- Године 1929, совјетски писац Леонид Гросман објавио је роман Д'Аркијакови списи, у коме описује Пушкинову смрт из перспективе француског дипломате, као учесник и сведок фаталног дуела. Роман описује Пушкина као либерала и жртву царског режима. У Пољској је књига објављена под називом Смрт песника.
- Године 1937, град Царско Село преименовано је у Пушкин, у част песника.
- Постоји неколико музеја у Русији посвећених Пушкину, укључујући два у Москви, један у Санкт Петербургу, као и велики комплекс Михајловско.
- Пушкинова смрт представљена је на малим екранима филмом Пушкин: Последњи дуел. Филм је режирала Наталија Бондарчук, а лик Пушкина тумачио је Сергеј Безруков.
- Пушкинов фонд основан је 1987. године од стране Војвоткиње од Аберкорна у знак обележавања креативног наслеђа и духа свог претка и ослобађања креативности и маште деце у Ирској, пружајући им прилику да пренесу своје мисли, осећања и искуства.
- Астериод 2208 Пушкин, откривен 1977. године од стране совјетског астронома Николаја Черниха, добио је назив по њему.[46] Један кратер на Меркуру такође носи Пушкиново име.
- МС Александар Пушкин, други брод руске класе Иван Франко, носи његово име (такође се назива и песник или писац.
- Станица метроа у Ташкенту носи његово име.
- Пушкинова брда[47] и Пушкиново језеро[48] у Бен Невису, Канада, добила су име по њему.
- Дан руског језика, успостављен од стране Уједињених нација 2010. године, обележава се 6. јуна, на Пушкинов рођендан.[49]
- Пушкинова статуа у Механ парку у Манили откривена је 2010. године у знак обележавања односа између Филипина и Русије.[50]
- Дијамант Александар Пушкин, други највећи пронађен у Русији и целом бившем Совјетском Савезу, назван је по њему.
- Дана 28. новембра 2009. године, постављен је споменик Пушкину у Асмари, престоници Еритреје.[51]
- У његову част успостављена је Пушкинова медаља.[52]

## Изабрана дела
Пушкин је објавио прву песму са 14 година, као ученик у царској гимназији, у часопису Европски гласник. Током школовања је почео да пише и своје прво велико дело, Руслан и Људмила, издато 1820. Дело је базирано на бајкама које је чуо од своје бабе.
Од 1817. до 1820. његова политичка активност је утицала на његова дела. Између осталог, написао је дело Ода слободи. Због ових дела је прогнан. Током првог изгнанства (1820—1823) написао је дела Кавкаски затвореник, Браћа разбојници и започео је Чесму Бахчисараја. Такође је започео рад на једном од својих најпознатијих дела: Евгеније Оњегин.
Током кратког периода слободе, завршио је рад на Чесми Бахчисараја, и написао је Цигане. Током другог периода у егзилу (1824—1826), започео је рад на Борису Годунову. То дело је издао тек 1831. и право на то је добио као поклон за венчање. Евгенија Оњегина је издао 1833. године.
Белкинове приче (пуно име: Приче покојног Ивана Петровича Белкина), издате 1831, нису постале посебно популарне за време Пушкиновог живота, али су данас веома цењене. Сматра се да је овим причама Пушкин показао шта мисли о дотадашњој руској прози и да намерава да направи нову руску књижевну традицију.

## Галерија
- Портрет Пушкина из периода 1800–1802, аутора Ксавијера де Местра
- Портрет Александра Пушкина, аутора Пјотра Соколова (1836)
- Портрет Александра Пушкина, аутора Карла Мазера (1839)
- Дуел Александра Пушкина и Жоржа д'Антеа
- Одело које је Пушкин носио током свог последњег двобоја 1837. године
- Споменик Александру Пушкину у Бахчисарају, Крим
- Статуа Пушкину, Санкт Петербург, Русија.
- Споменик Александру Пушкину у Парку Ћирила и Методија у Београду.
- Наталија Гончарова, Пушкинова жена. Портрет аутора Ивана Макарова (1849).